# Chalfant
Chalfant és una població dels Estats Units a l'estat de Pennsilvània. Segons el cens del 2000 tenia 870 habitants.

## Demografia
Segons el cens del 2000, Chalfant tenia 870 habitants, 407 habitatges, i 234 famílies. La densitat de població era de 2.099,4 habitants per quilòmetre quadrat.
Dels 407 habitatges en un 21,6% hi vivien nens de menys de 18 anys, en un 40,3% hi vivien parelles casades, en un 11,1% dones solteres, i en un 42,5% no eren unitats familiars. En el 37,8% dels habitatges hi vivien persones soles el 14,3% de les quals corresponia a persones de 65 anys o més que vivien soles. El nombre mitjà de persones vivint en cada habitatge era de 2,14 i el nombre mitjà de persones que vivien en cada família era de 2,85.
Per edats la població es repartia de la següent manera: un 18,9% tenia menys de 18 anys, un 7,6% entre 18 i 24, un 29,4% entre 25 i 44, un 24,5% de 45 a 60 i un 19,7% 65 anys o més.
L'edat mediana era de 41 anys. Per cada 100 dones de 18 o més anys hi havia 97,2 homes.
La renda mediana per habitatge era de 33.125 $ i la renda mediana per família de 46.471 $. Els homes tenien una renda mediana de 28.889 $ mentre que les dones 21.420 $. La renda per capita de la població era de 17.784 $. Entorn del 5,6% de les famílies i el 9,1% de la població estaven per davall del llindar de pobresa.

## Poblacions més properes
El següent diagrama mostra les poblacions més properes.